# Прозерский, Вадим Викторович
Вадим Викторович Прозерский (15 июля 1940, Ленинград — 14 февраля 2019, Санкт-Петербург) — советский и российский философ и культуролог, специалист по эстетике, философии культуры и философии искусства. Доктор философских наук (1991), профессор (1995).
В.В. Прозерский – автор множества научных работ и монографических исследований, всего печатных работ его авторства более двухсот. По ним можно отследить изменения и эволюцию его научных интересов: история зарубежной и русской эстетики, эстетика позитивизма и неопозитивизма, прагматизма и неопрагматизма, творчество русского философа и культуролога Михаила Михайловича Бахтина, проблемы художественной коммуникации, семиотика искусства, эстетика природы, эстетика Санкт-Петербурга, эстетика архитектуры и дизайна, перформативный подход к искусству, структурирование мира искусств и др. Его исследования по основным направлениям (эстетике, экологической эстетике, философии культуры и философии искусства), а также работы, посвященные творческому наследию М.М. Бахтина, признаны классическими и считаются образцовыми в современном научном сообществе.

## Биография
Родился 15 июля 1940 года в Ленинграде. 
Окончил исторический факультет Ленинградского государственного университета (ЛГУ). Курс лекций выдающегося советского и российского философа и культуролога М. С. Кагана, который В. В. Прозерский прослушал в годы обучения, вдохновил его заочно обучаться там де на философском факультете . В 1963 году под научным руководством М. С. Кагана Прозерский защитил дипломную работу на тему «Уильям Моррис и "эстетическое движение" в Англии». Данная работа в период 1960-х годов звучала новаторски, так как автор смог выйти из ракурса критики буржуазных концепций, использовав аналитическую и методологическую аналитику в исследовании позитивистского течения в английской философии и эстетики.
В тот же год Прозерский поступил в аспирантуру кафедры марксистско-ленинской этики и эстетики ЛГУ. С тех пор его главным научным интересом стали история и теория эстетики. Начиная с 1966 года, профессиональная его деятельность была неразрывно связана с ЛГУ, а затем СПбГУ, где он работал ассистентом, старшим преподавателем, доцентом и профессором. Отличное знание английского языка и профессиональное умение работать с философскими текстами позволили Прозерскому в 1969 году защитить диссертацию на соискание учёной степени кандидата философских наук на тему «Критика эстетики философского натурализма». Данная исследовательская работа получила положительные отзывы и высокую оценку, был оценен непредвзятый и свободный от идеологии анализ зарубежной философской мысли.
В 1991 году в Санкт-Петербургском государственном университете защитил диссертацию на соискание учёной степени доктора философских наук по теме «Позитивизм в эстетике: (История и методология)» (специальность 09.00.03 — история философии и 09.00.04 — эстетика).
В 1995 году присвоено учёное звание профессора. В том же году избран членом-корреспондентом Международной академии наук высшей школы.
С 2008 года — профессор кафедры истории и теории дизайна и медиакоммуникаций СПбГУТД.

## Научная деятельность
На протяжении всей многолетней научной деятельности Прозерский принимал участие в международных мероприятиях, направленных на сотрудничество в научной среде. В 1972 году это был «VII Международный конгресс по эстетике» в Бухаресте, затем был ещё ряд конгрессов и конференций (международная конференция во Вроцлаве «Философия и эстетика Шеллинга» и др.). В 2015 году Прозерский выступил одним из организаторов конференции «Эстетика М. Кагана и поздняя постсоветская культура», прошедшей в Александровском институте славянских исследований Хельсинкского университета.
На философском факультете СПбГУ Прозерский читал ряд курсов, посвященных истории современной эстетики, эстетики семиотики, дизайна и искусства и философии культуры.
Особое место в исследовательской деятельности Прозерского занимал анализ и творческое развитие идей выдающегося отечественного философа, культуролога, филолога Михаила Бахтина, чему он посвятил немало статей. Прозерский считал его главным теоретическим авторитетом для себя, и во многих своих рассуждениях опирался и ссылался на его работы. Несколько лет Прозерский вел спецкурс по философии культуры и эстетике Бахтина на философском факультете СПбГУ, а в 2014 году выступал в университете Хельсинки в качестве специалиста по его творчеству. Прозерского интересовал сравнительный анализ концепции языка искусства, представленный Бахтиным, эссенциалистов и антиэссенциалистов.
В период с 1973 по 1980 годы под редакцией М. С. Кагана издавались «Лекции по истории эстетики», ставшие значительным шагом в развитии историко-эстетических исследований в СССР. В данных изданиях Прозерский был автором разделов, посвященных развитию европейской эстетики со времен Средневековья и до наших дней. Продолжением этих исследований стали его тексты в коллективных трудах «Художественная культура в докапиталистическом обществе» (ЛГУ, 1984) и «Художественная культура в капиталистическом обществе» (ЛГУ, 1986).
В 1983 году вышли в свет две монографии Прозерского: «Критический очерк эстетики эмотививизма» и «Позитивизм и эстетика», на основе которых Прозерский написал и защитил в 1991 году кандидатскую диссертацию. Итоги и результаты этих исследований стали базой для разработки собственной аксиологической концепции философа. Помимо проведения собственных исследований, в 1990-х Прозерский участвовал в коллективной работе с М. С. Каганом и был членом коллектива, выпустившего новаторский учебник «Философия культуры. Становление и развитие» (СПб, 1995, 1998), где Прозерским были написаны главы, посвященные англо-американской философии культуры XIX—XX веков.
В начале 2000-х Прозерский стал инициатором издания масштабного учебного пособия по истории эстетики. Этот труд был нацелен на изложение эстетики в культурном и историческом ключе, с учётом изменений, произошедших в науке за последние тридцать лет. В этом коллективном труде Прозерский был автором многих текстов и научным редактором. Учебное пособие «История эстетики», изданное в 2011 году, получило Диплом первой степени и стало «Лучшей научной книгой в гуманитарной сфере — 2012» по итогам конкурса научно-методического журнала «Концепт».
В последние годы жизни философ много внимания уделял экологической эстетике. В 2013 году он стал руководителем проекта, в котором разрабатывался этот новый раздел в эстетической теории. По итогам работы научный коллектив получил грант РГНФ, а в 2014 году была издана коллективная монография «Экологическая эстетика: проблемы и границы». Данная работа поднимала ряд актуальных вопросов и тем, как для самой экологической эстетики, так и для дисциплин, которые входят в эту сферу (эстетика урбанизированной среды, дизайн природных ландшафтов и т. д.).
Под редакцией В. В. Прозерского в 2017 году был издан учебник «Эстетика» для бакалавриата и магистратуры. В авторский коллектив также вошли Т. А. Акиндинова, С. Б. Никонова, А. Е. Радеев и Е. Н. Устюгова. В данном труде последовательно описаны становление и трансформация эстетической мысли с античных времен до периода постмодерна, рассматривается проблематика современной эстетики и большое внимание уделяется роли эстетики в структуре метафизики, онтологии, гносеологии и искусства.
В. В. Прозерский вывел из истории забвения имя немецкого философа А. Баумгартена и возвратил его на законное место, представив новый взгляд на прочтение его трудов. Вопреки общепринятому мнению, российский философ считал, что заслуга А. Баумгартена состоит не только в том, что он в 1735 году первым ввел термин «эстетика», но также и в создании эстетики как самостоятельной философской науки. Эстетика понималась немецким философом как логика чувственного познания по аналогии с логикой научного мышления, совершенством которого являлась красота (прекрасное).
В 2019 году памяти ученого и преподавателя В. В. Прозерского был посвящен номер журнала Российского эстетического общества «TERRA AESTHETICAE», сам философ-эстетик участвовал в создании этого журнала и был активным участником редакционной коллегии. В номере были представлены статьи его коллег, товарищей, учеников, посвященные близким ученому темам и ему самому.
Помимо участия в отечественных и международных научных и просветительских мероприятиях, Прозерский публиковал свои тексты в журналах «Чтения по теории и истории культуры», «Вестник Санкт-Петербургского университета», «STUDIA CULTURAE», «TERRA AESTHETICAE», в «Международных чтениях по истории и теории культуры» и др.
Долгое время В. В. Прозерский руководил научным кружком и аспирантским семинаром, принимал активное участие в работе по развитию творческих способностей у студентов и аспирантов. В рамках данного кружка сформировались будущие талантливые исследователи эстетики, защитившие под руководством Прозерского кандидатские и докторские диссертации на темы, касающиеся английской, русской, немецкой эстетики различных эпох. Всего под руководством Вадима Викторовича было защищено 2 докторских диссертации и 23 кандидатских:
- 2000: Т. В. Збинякова — «Образ вещи в истории художественной культуры» (кандидатская)
- 2000: Л. Е. Трушина — «Образ города и городской среды» (кандидатская)
- 2000: С. Б. Никонова — «Методология интерпретации художественного текста в американском постструктурализме: На материале работ представителей Йельской школы» (кандидатская)
- 2003: И. А. Сынкова — «Эстетические проблемы немецкого гуманизма» (кандидатская)
- 2004: С. Е. Юрков — «Эстетика мета-нормативного поведения в русской культуре XI — начала XX веков» (докторская)
- 2006: А. И. Фоменко — «Эстетика советского фотоавангарда 1920 −1930-х годов» (кандидатская)
- 2007: А. В. Асташова — «Коммуникативная функция поэзии в античном обществе: проблема исполнения и восприятия поэтического произведения в архаической Греции» (кандидатская)
- 2010: Н. С. Джежер — «Феномен Эроса в эстетике и культуре Серебряного века» (кандидатская)
- 2013: С. Б. Никонова — «Эстетизация как парадигма современности» (докторская)
- 2014: С. В. Конанчук — «Синестезия и синтез искусств» (кандидатская)
- 2017: А. А. Добыкина — «Этническая самоидентификация личности в условиях мультикультурного городского пространства» (кандидатская)

## Научные труды

### Монографии и учебные пособия
- Эстетика эмотивизма. — M.: "Искусство", 1983.
- Позитивизм и эстетика. Очерки. — Л.: Издательство Ленинградского университета, 1983.
- Критический очерк эстетики эмотививизма. — М.: Искусство, 1983.
- Эстетика : учебник для бакалавриата и магистратуры / В. В. Прозерский [и др.]; под ред. В. В. Прозерского. — М.: Издательство Юрайт, 2019. — 394 с.
- История эстетики: Учебное пособие / Отв. ред. В. В. Прозерский, Н. В. Голик. – СПб.: Издательство Русской христианской гуманитарной академии, 2011.

### Статьи
- Корпоративная культура как субкультура общества // Фундаментальные проблемы культурологии. Т. III Культурная динамика. — СПб, 2008.
- Вещь в жизни и музее. // Вестник СПбГУ, 2010. Сер. 6. Вып. 1
- Экологическая эстетика на рубеже столетий: выбор концептуального пути. //  Вестник СПбГУ. 2013. Сер. 17. Вып. 3
- От эстетики объекта к эстетике среды. // Вестник ЛГУ имени А. С. Пушкина, 2013. Том 2. Вып. 3
- Ценностные основания актов культуры. // STUDIA CULTURAE, 2013. № 15
- Homo aestheticus и Homo artisticus. // STUDIA CULTURAE, 2013. № 17
- Архитектура до и после "надлома" // От искусства оттепели к искусству распада империи. — Москва, 2013.
- У истоков эстетики. // Казанский педагогический журнал, 2015. № 4.
- Коммуникативная модель культуры. // Альманах кафедры эстетики и философии культуры СПбГУ №3 Юбилейный выпуск, – СПб., 2012.
- М. М. Бахтин: перформативный подход к эстетической коммуникации. // Актуальная эстетика-I: материалы международного форума, – СПб., 2014.
- Новая онтология и проблема языка // Вестник СПбГУ, сер.6  вып. З., – СПб., 1995.
- Онтология культуры и диалогическая герменевтика М. М. Бахтина // Метафилософия или философская рефлексия в пространстве традиций и новаций: Международные чтения по теории, истории и философии культуры. №4, 1997.
- V. Prozersky, А. Radeev — “The Concept Of An Aesthetic Event In. Bakhtin's Philosophy And Its Significance For Contemporary” // Terra Aestheticae, 2019.
- Спор о языке эстетики // Вестник Санкт-Петербургского государственного университета технологии и дизайна. Серия 3. Экономические, гуманитарные и общественные науки. 2018. № 1.
- Эстетика вне искусства, или ситуационная эстетика // Эстетика без искусства? Перспективы развития. (Сборник статей) СПб.: Санкт-Петербургское философское общество, 2010.